# Кхам Сук (король Лаосу)
Кхам Сук (лаос. ຄຳສຸກ) або Закарін (лаос. ສັກຣິນທຣ໌; 16 липня 1840 — 25 березня 1904) — дванадцятий володар королівства Луанґпхабанґ (під французьким протекторатом).
Був сином короля Ун Кхама. Народився та навчався в Луанґпхабанґу.
1888 року король Сіаму призначив Кхам Сука регентом при його батькові, а 1895, після смерті Ун Кхама, офіційно зайняв престол. Від 1893 року королівство Луанґпхабанґ перебувало під французьким протекторатом.
Помер Кхам Сук навесні 1904 року від крововиливу в мозок.
Мав сімох дружин і десятьох дітей, один з яких — Сісаванг Вонг — став першим королем об'єднаного незалежного Лаосу.